# فهرست دنباله‌دارها
فهرست دنباله‌دارها:
- ۱۷پی هولمز
- دنباله‌دار هالی
- دنباله دار لولین A1367H
- دنباله‌دار ایکیا-سکی
- دنباله‌دار هیل-باپ
- دنباله‌دار اوترما
- دنباله‌دار کوهوتک
- دنباله‌دار شومیکر-لوی
- دنباله‌دار اتلس
- دنباله‌دار سوان
- دنباله دار نئووایز